# Valentina Nappi
Valentina Nappi (Scafati, 1990. november 6. –) olasz pornószínésznő.

## Élete
Scafatiban, Salerno közelében született. 2011-ben debütált a felnőttfilmes iparban Rocco Siffredi filmrendező jóvoltából.
Művészeti tanulmányait Salernóban végezte, majd 2013 októberétől művészetet és formatervezést kezdett el tanult az egyetemen. Több esszét írt a férfiak és nők helyzetéről a kortárs társadalomban, és részt vett egy filozófiai fesztiválon is.
2012 júniusában szerepelt az olasz Playboyban, majd később a Penthouse-ban is.
2018-ban egy dokumentumfilm készült róla, Io sono Valentina Nappi („Valentina Nappi vagyok”) címmel.

## Magánélete
Pánszexuálisnak és ateistának vallja magát.

## Díjak
- 2016: AVN Award – Best Three-Way Sex Scene: G/G/B in Anikka’s Anal Sluts (with Anikka Albrite and Mick Blue)[8]
- 2017: XBIZ Award – Foreign Female Performer of the Year[9]

## Fordítás
- Ez a szócikk részben vagy egészben  a   Valentina Nappi című angol Wikipédia-szócikk ezen változatának fordításán alapul.  Az eredeti cikk szerkesztőit annak laptörténete sorolja fel. Ez a jelzés csupán a megfogalmazás eredetét és a szerzői jogokat jelzi, nem szolgál a cikkben szereplő információk forrásmegjelöléseként.